# Comedy Central
Comedy Central — американський кабельний телеканал, власником якого є MTV Networks Entertainment Group, підрозділ медіакомпанії Viacom. Спеціалізується на показі гумористичних серіалів (власних або придбаних). Канал був заснований у 1989 році під назвою «The Comedy Channel», а в 1990 році був перейменований на «Ha! The Comedy Network». У 1991 році отримав свою нинішню назву. З кінця 2006 року місцеві версії Comedy Central почали з'явилися в наступних країнах: Польщі, Німеччині, Індії, Голландії, Італії, Угорщини, Швеції, Ізраелі, Новій Зеландії, Ірландії, Хорватії, Македонії, Чорногорії, Сербії, Словенії, Словаччині, Великій Британії, Південній Америці. 1 квітня 2012 року телеканал був запущений в Росії під назвою Paramount Comedy. Міжнародні версії каналу управляються Viacom International Media Networks.
Станом на серпень 2013 року приблизно 97 838 000 домівок у США (86.95 % від всіх домівок, які підключені до телебачення) приймали Comedy Central.
На «Comedy Central» йде безліч власних телешоу, найбільшого успіху з яких досяг сатиричний анімаційний серіал «South Park», трансляція якого почалася у 1997 році. Також значного успіху досягли ситком «Інший час» та передача «The Secret Stash», що спеціалізується на показах фільмів з «дорослою» лексикою та тематикою (в тому числі в рамках передачі була показана повнометражна стрічка за «South Park» — «Великий, довгий та необрізаний»), яка почала виходити у 2003 році.
За різкий, сатиричний, іноді провокаційний характер шоу, використання в них «недитячою» лексики та тематики, канал нерідко зазнає критики.
Comedy Central HD у форматі 1080i HDTV вийшов в ефір 13 січня 2009 року.

## Comedy Central Україна
З 22 листопада 2017 по 1 січня 2025 року в Україні мовила україномовна версія каналу Comedy Central (під брендом «Paramount Comedy»), після того, як «1+1 медіа» придбали ліцензію на українську версію телеканалу.